# 마날선사
《마날선사》(중국어 간체자: 麻辣鲜师, 정체자: 麻辣鮮師, 병음: Má là xiān shī 마라셴스[*], 한자음: 마날선사)는 타이완의 텔레비전 드라마.

## 등장 인물

### 교직원
- 사조무(중국어판)(謝祖武) : 쉬레이(徐磊) 역
- 섭민지(중국어판)(葉民志) : 황중싱(黃中興) 역
- 곽욱청(郭昱晴) : 완런메이(萬人美) 역
- 두시매(중국어판)(杜詩梅) : 루샤오만(陸小曼) 역
- 가흔혜(중국어판)(賈欣惠) : 퉁야룽(童雅容) 역
- 근덕문(중국어판)(乾德門) : 자오더뱌오(趙得標) 역
- 진이진(중국어판)(陳俐蓁) : 미신야(米馨亞) 역
- 호청문(중국어판)(胡晴雯) : 후야원(胡亞雯) 역
- 명금성(중국어판)(明金成) : 다이이저우(戴義周) 역
- 쉬민(중국어판)(徐敏) : 황룽(黃蓉) 역
- 후등희미자(중국어판)(後藤希美子) : 치링(祁玲) 역
- 화가형(중국어판)(和家馨) : 허펀팡(何芬芳) 역
- 주유정(중국어판)(周幼婷) : 저우닝닝(周寧寧) 역
- 채숙진(중국어판)(蔡淑臻) : 팡커런(方可人) 역
- 장덕신(중국어판)(張德鑫) : 다웨이왕(大衛王) 역

#### 게스트
- 증청(중국어판)(曾晴) : 자오진쥐안(趙晉娟) 역
- 곽정순(중국어판)(郭靜純) : 마징(馬靜) 역
- 증백운(중국어판)(曾柏云) : 쩡 교사(曾老師) 역
- 장호창(중국어판)(莊豪昌) : 장 교사(張老師) 역
- 언경(중국어판)(彥慶) : 우 교사(吳老師) 역
- 위문량(중국어판)(魏文良) : 왕상거(王尚革) 역
- 황가천(중국어판)(黃嘉千) : 황첸첸(黃芊芊) 역
- 왕재득(중국어판)(王再得) : 궈톈원(郭天文) 역
- 차오커리(巧克力) : 차오커리/초콜릿(巧克力) 역
- 황야백(중국어판)(黃若白) : 위정성(余政聲) 역
- 관근종(중국어판)(管謹宗) : 위라이푸(余來福) 역
- 양기(중국어판)(楊淇) : 톄뤄난(鐵若男) 역
- 제푸(중국어판)(傑夫) : 제푸/제프(傑夫, Jeff) 역
- 묘자걸(중국어판)(苗子傑) : 우겅파(吳根發) 역
- 양한문(梁漢文) : 량한원(梁漢文) 역
- 관근종(管謹宗) : 자오 이사(趙校董) 역
- 당천(중국어판)(唐川) : 예 이사(葉校董) 역
- 진홍(중국어판)(陳鴻) : 천훙(陳鴻) 역
- 하여민(중국어판)(何妤玟) : 허페이원(何佩雯) 역
- 주준산(중국어판)(周俊三) : 저우쥔싼(周俊三) 역

### 학생

#### 초대
- 클래스 : 정보처리과 3학년 병반
- 요양진(廖洋震) : 훙민룽, 바오룽(洪明龍, 暴龍) 역
- 임조은(중국어판)(林祖恩) : 저우딩야오, 팡더/파운드(周定遙, 龐德) 역
- 왕건(중국어판)(王健) : 주젠차오, 두샤(朱建橋, 賭俠) 역
- 호개흔(중국어판)(胡凱欣) : 후카이신(胡凱欣) 역
- 장청지(중국어판)(張清智) : 림쭝한, 야후(林宗翰, Yahoo) 역
- 진립근(중국어판)(陳立芹) : 중자메이, 부디메이(鍾佳梅, 布丁妹) 역
- 문문(중국어판)(文汶) : 펑샤오위안, 웨광셴쯔(馮筱媛, 月光仙子) 역
- 섭수문(중국어판)(葉修汶) : 좡웨이싱, 샤오완쯔(莊薇馨, 小丸子) 역
- 임위군(林韋君) : 위판판(于盼盼) 역
- 반혠여(중국어판)(潘慧如) : 린이징(林宜靜) 역
- 주샤오톈(朱孝天) : 천자바오(陳家寶) 역
- 란정룽(중국어판)(藍正龍) : 란싱룽, 블루(藍星龍, Blue) 역
- 임우위(중국어판)(林佑威) : 쑨유웨이(孫佑威) 역
- 이위(중국어판)(李威) : 린룽, 디노(林龍, Dino) 역
- 고호균(중국어판)(高浩鈞) : 천더하오, 아쿠(陳德皓, 阿酷) 역
- 선록양(중국어판)(單祿陽) : 산하오난(單浩南) 역

##### 게스트
- 곽흠(중국어판)(郭鑫) : 천진쫜(陳金鑽) 역
- 가자휘(중국어판)(柯慈輝) : 주무(朱牧) 역
- 사자경(중국어판)(謝子擎) : 왕런좐(王忍專) 역
- 강영기(江泳錡) : 장웨이어(張偉娥) 역
- 진형귀(중국어판)(陳顯貴) : 황중위(黃仲譽) 역
- 진효봉(중국어판)(陳曉峰) : 부스런(卜世仁, 不是人) 역
- 진우풍(중국어판)(陳宇風) : 리다웨이(李大衛) 역
- 구정흥(중국어판)(歐定興) : 괴롭히는 동급생 역
- 요기위(중국어판)(廖其偉) : 차오즈가오(曹智高) 역
- 부량균(중국어판)(傅亮鈞) : 장쭈언(江祖恩) 역
- 중밀(중국어판)(周密) : 페이이린(裴懿琳) 역
- 서민(중국어판)(徐敏) : 추화이위(邱懷毓) 역
- 후등희미자(중국어판)(後藤希美子) : 허우텅시메이쯔/고토 키미코(後藤希美子) 역

#### 2대
- 클래스 : 관광과 3학년 갑반
- 곽정문(중국어판)(郭定文) : 레이샹난, 톄런(雷湘南, 鐵人) 역
- 임우위(林佑威) : 장위런, 하이커(姜宇倫, 駭客) 역
- 판웨이보(潘瑋柏) : 한자오제, 머니(韓兆傑, Money) 역
- 장선위(중국어판)(張善為) : 커즈밍, 커더우(柯志明, 蝌蚪) 역
- 장운교(중국어판)(張雲喬)↓후등희미자(後藤希美子) : 자오원쉬안, 거거(趙旻萱, 格格) 역
- 임리비(중국어판)(林利霏) : 지나(吉娜, Gina) 역
- 오민정(吳玟靜) : 탕커링(唐可伶) 역
- 범소범(중국어판)(范筱梵) : 추멍첸, 샤오멍(楚孟倩, 小孟) 역

##### 게스트
- 뤄즈샹(羅志祥) : 위즈샹(余志祥) 역
- 팽효동(중국어판)(彭曉彤) : 모추황허우(魔球皇后) 역
- 다빙(중국어판)(大炳) : 짜이짜이(仔仔) 역
- 유제민(중국어판)(劉濟民) : 천하오즈, 하오쯔(陳浩之, 浩子) 역
- 오기홍(중국어판)(吳奇鴻) : 황리터(黃力特) 역
- 임립문(중국어판)(林立雯) : 란위첸, 샤오첸(藍郁茜, 小茜) 역
- 소영강(중국어판)(蘇永康) : 쑤융캉(蘇永康) 역
- 진덕렬(중국어판)(陳德烈), 진희봉(중국어판)(陳熙鋒) : 미국 학생들 역
- 장조지(중국어판)(張兆志) : 자오즈(兆志) 역
- 주정웅(중국어판)(周正雄) : 정슝(正雄) 역

#### 3대
- 클래스 : 국제무역과 3학년 을반
- 진강(金剛) : 첸신차오, 진강(錢信樵, 金剛) 역
- 양가승(중국어판)(楊家丞) : 양잔, 정글(楊展, Jungle) 역
- 진덕렬(陳德烈) : 하오더례, 펑키(郝德烈, Funky) 역
- 팽효동(彭曉彤) : 예샤오퉁(葉小彤) 역
- 종흔이(중국어판)(鍾欣怡) : 옌신이, 샤오러우(閻心怡, 小柔) 역
- 정안륜(중국어판)(鄭安倫) : 쉬안룬(許安倫) 역
- 허맹철(중국어판)(許孟哲) : 리멍저(李孟哲) 역
- 훠젠화(霍建華) : 훠젠치(霍建齊) 역
- 구훈기(중국어판)(邱薰淇) : 안웨이웨이, 비비안(安薇薇, Vivian) 역
- Yuki(중국어판) : 장셴뱌오, 아뱌오(張賢標, 阿標) 역

##### 게스트
- 쉬웨이룬(許瑋倫) : 쉬웨이웨이(許瑋瑋) 역
- 수당(隋棠) : 학생 역
- 전백투(중국어판)(錢柏渝) : 카이리, 켈리(凱莉, Kelly) 역
- 샤오마(중국어판)(小馬) : 마궈위안(馬國源) 역

#### 4대
- 클래스 : 여름 특별 과외반
- 허안안(중국어판)(許安安) : 밍르샹(明日香) 역
- 오미영(吳美盈) : 샤톈(夏天) 역
- 오회중(중국어판)(吳懷中) : 유푸구이, 유탸오(游富貴, 油條) 역
- 양계림(중국어판)(楊季霖) : 룽샤오쭈(榮孝祖) 역
- 대은걸(중국어판)(戴恩傑) : 커난궈, 난거(柯南國, 南哥) 역
- 임준영(중국어판)(林埈永) : 한자바오, 타이바오(韓家寶, 太保) 역
- 가야형(중국어판)(柯雅馨) : 후민얼(胡敏兒) 역

##### 게스트
- 앨리스(艾莉絲) : 샤오옌(小妍) 역
- 왕둥청(汪東城) : 쌍톈 (桑田) 역
- 이철상(중국어판)(李喆翔) : 아샹(阿翔) 역
- 이소교(중국어판)(李筱喬) : 샤오차오(筱喬) 역

#### 5대
- 클래스 : 종합 고중 3학년 8반
- 공령기(중국어판)(孔令奇) : 쿵자페이(孔家飛) 역
- 사사(중국어판)(莎莎) : 중나이징, 나이징(鍾乃菁, 奶精)
- 이철상(李喆翔) : 페이샹(費翔) 역
- 조우기(중국어판)(趙宇綺) : 자오메이메이(趙美美) 역
- 고한균(중국어판)(顧瀚畇) : 장다치(張大器) 역
- 왕립창(중국어판)(王立昌) : 차오전바오(喬真寶) 역

##### 게스트
- 나교륜(중국어판)(羅巧倫) : 친쑤란(秦速藍) 역
- 임지훤(중국어판)(林芷萱) : 사라(SARA) 역
- 장세현(중국어판)(張世賢) : 스혠(世賢) 역
- 왕신이(중국어판)(王欣逸) : 샤오아오(小ㄠ) 역
- 마르가리타(瑪格麗特) : 자원 봉사 교사 역
- 황백균(중국어판)(黃柏鈞) : 데니(Denny) 역